# Polandball

El personaje de Polonia, representado con su bandera al revés.

Countryball, también conocido como Polandball, es un meme de Internet que se creó en la sección /int/ del foro alemán de Krautchan en el segundo semestre de 2006 (actualmente Krautchan está cerrado desde 2018). Este meme aparece en muchos cómics on-line, donde los países son estereotipados como esferas (con algunas excepciones como Israel, Kazajistán, Nepal, Singapur) decoradas con su respectiva bandera y ojos circulares que interactúan usualmente en inglés mal hablado, burlándose de estereotipos nacionales, relaciones internacionales y conflictos históricos o actuales.

## Introducción

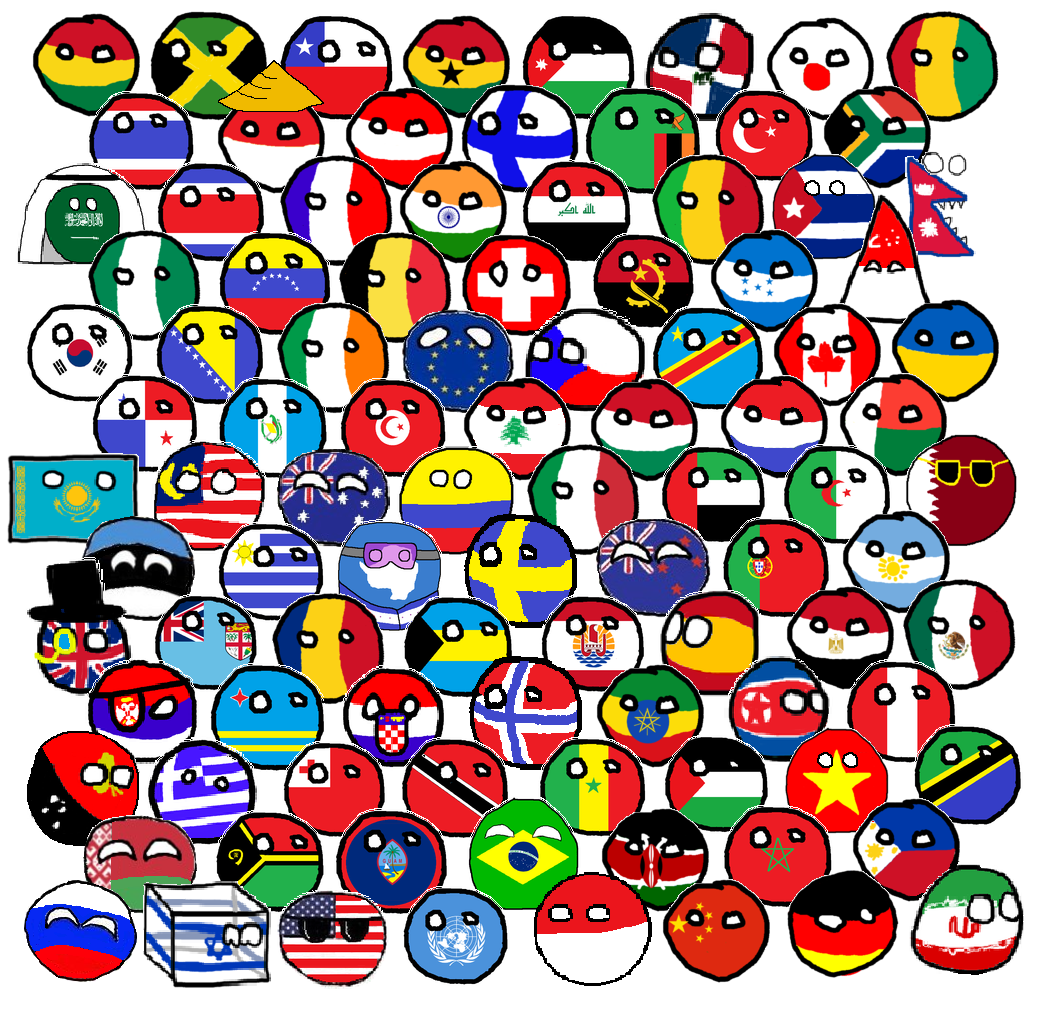
Un grupo de personajes de Polandball.

Polandball se creó en agosto de 2009 en una «guerra cibernética» entre usuarios polacos y otros usuarios del resto del mundo en drawball.com. Esta página web permite a los usuarios dibujar lo que quieran y dibujar sobre los dibujos de otros usuarios. A los usuarios polacos se les ocurrió la idea de dibujar su bandera en la esfera, y miles de polacos se pusieron de acuerdo para hacer un dibujo con blanco arriba y rojo abajo (los colores de la bandera de Polonia), con la palabra Polska escrita en el medio. Después de coordinarse en 4chan, los usuarios de otros países cubrieron este dibujo con una esvástica.
Krautchan es un foro alemán donde su sección /int/ es visitada diariamente por usuarios de habla inglesa. Se le atribuye el origen de Polandball a un usuario inglés llamado "Falco" que creó el meme usando MS Paint para "trollear" a un usuario polaco llamado Wojak, que estaba en el mismo foro hablando mal en inglés. Después, usuarios rusos comenzaron a dibujar cómics de Polandball.
Los cómics de Polandball no tienen autor definido y cualquiera puede dibujar alguno. Esto hizo que el meme se propagara por todo Internet, incluyendo Reddit y Facebook, donde muchos tienen su subreddit y su página, como USAball o UKball.

## Temas

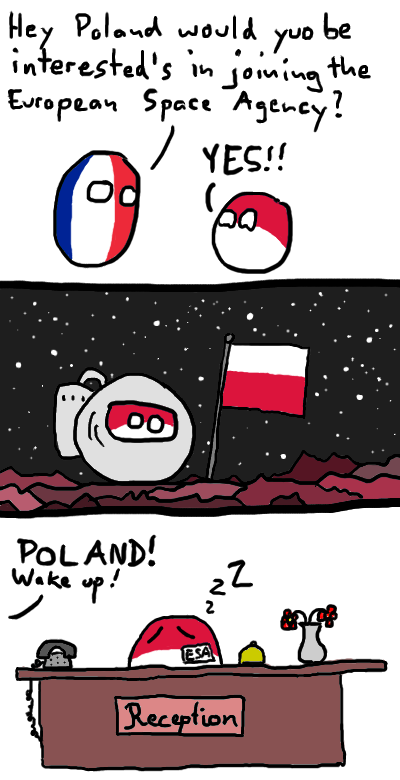
Ejemplo de un cómic de Polandball que es una extensión de la frase de «Polonia no puede ir al espacio». El cómic hace referencia a la adhesión de Polonia a la Agencia Espacial Europea en 2012.

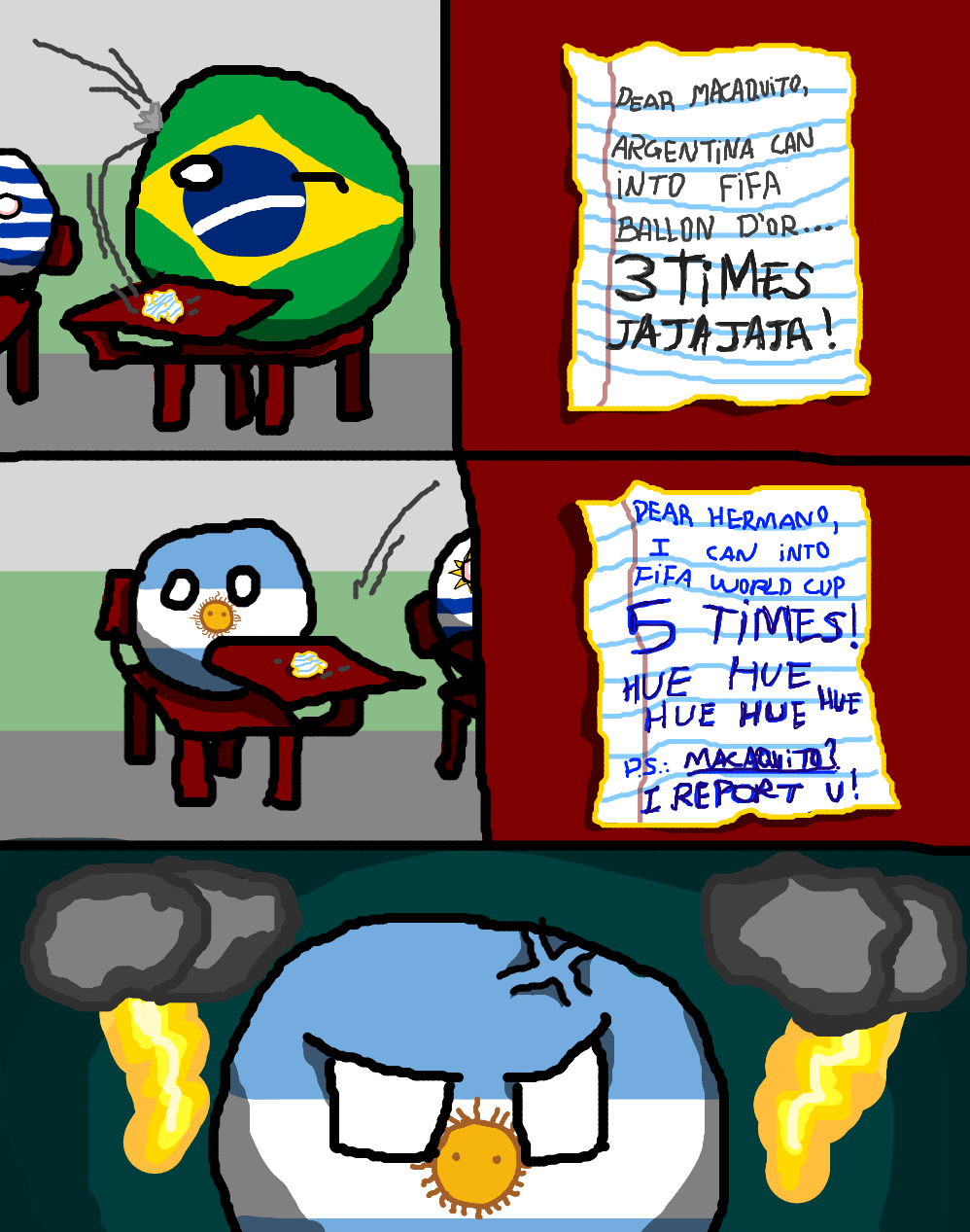
Otro ejemplo de un comic estilo Countryball, en el que se muestra la rivalidad futbolística entre Argentina y Brasil de forma satírica. Se puede ver a Argentina, Uruguay y Brasil en una aula, mientras Argentina le lanza un papel a Brasil con un mensaje y Brasil responde haciendo lo mismo.

El argumento principal de las historietas de Polandball, que ganó popularidad con el accidente del avión que mató al presidente de Polonia Lech Kaczyński, es la historia de Polonia y sus relaciones con otros países, concentrándose en la megalomanía polaca. Con la excepción de los países de habla inglesa, las interacciones entre los countryballs son hablando un mal inglés. La bandera de Polonia se representa al revés y nunca puede ir al espacio.
En Polandball pueden aparecer otros países, pero la mayoría de las veces aparece únicamente Polonia. Los países también se representan con esferas, pero Singapur tiene la forma de un triángulo y es llamado Tringapore; Nepal (llamado Nepalrawr) tiene dientes; el Imperio alemán de 1871–1918 (en Facebook y varios sitios) o un hipotético cuarto reich (en Reddit) es un rectángulo alto con ojos pequeños y se lo llama Reichtangle; Israel tiene la forma de un hipercubo y es llamado Israelcube; Kazajistán tiene la forma de un ladrillo llamado Kazakhbrick; Panamá a veces está dividido en dos partes, haciendo referencia al Canal de Panamá, y a veces con un parche en la estrella superior azul; Japón tiene una cola y orejas de gato, haciendo referencia a la subcultura Kawaii; y Chile a veces se representa con un parche y su forma a veces cambia a una forma alargada, esto es por su forma larga y delgada; Bermudas es representada como un triángulo, simbolizando al Triángulo de las Bermudas. Los Estados Unidos tienen un par de gafas de sol y el Reino Unido y Hong Kong llevan un monóculo y un sombrero de copa. Otras countryballs basadas en banderas con escudo pueden tener en ocasiones un parche, como es el caso de Serbia y Eslovaquia, Arabia Saudita lleva un turbante, y la Antártida tiene gafas de esquí. También, a veces, tienen relación a su tamaño real, así, en varios cómics los Estados Unidos, Rusia o China son gigantescos, pero Sealand, por ejemplo, es minúsculo.
Las bolas de billar del 1 al 8 son usadas para representar gente desnacionalizada, grupos indígenas sin una nacionalidad , o lugares sin una bandera oficial. Por ejemplo, la bola 1 (color amarillo) representa a los asiáticos del este, la bola 2 (color celeste) representa a los nativos europeos, la bola 4 (color morado) representa a los nómadas de la prehistoria, la bola 7 (color granate oscuro) representa a los nativos americanos y la bola 8 (color negro) representa a los africanos o a la gente de raza negra en general. Los extraterrestres son representados con la bola 6 (color verde).
La simplicidad de Polandball, junto con su reconocimiento de la historia mundial y su enfoque en asuntos de actualidad, hace que el meme sea adecuado para comentar sobre asuntos internacionales. Entre los eventos cubiertos por Polandball que han tenido repercusión mediática están el cónclave papal de 2013 y la crisis ucraniana de 2014.

## Crítica

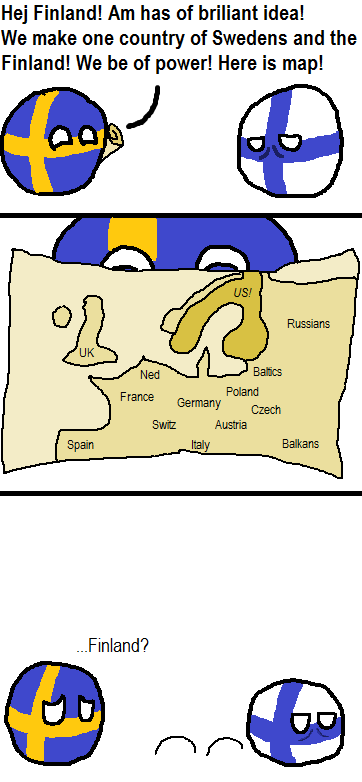
Un cómic de Polandball que satiriza la relación Suecia - Finlandia.

Un informe sobre la estación de radio rusa Vesti FM destacó una publicación en el LiveJournal que pedía a los lectores que enumeraran cinco imágenes que se les ocurrieran al pensar en Polonia o en los polacos. Las cinco páginas de respuestas, que ilustran los profundos lazos históricos entre Rusia y Polonia, recordaron temas como Dimitri I, Tomek en la Tierra de los Canguros por el escritor polaco Alfred Szklarski, Czterej pancerni i pies ("Cuatro hombres tanque y un perro"), la rusofobia y Polandball.
Wojciech Oleksiak, escribiendo en culture.pl, un proyecto del Instituto Adam Mickiewicz financiado por el gobierno polaco que tiene el objetivo de promover el idioma y la cultura polaca en el exterior, señaló que debido a que cualquiera puede crear un cómic de Polandball, la existencia del meme ha creado nuevas oportunidades para que las personas expresen sus puntos de vista personales sobre la raza, la religión y la historia. Al describir Polandball como el Internet por excelencia, afirmó que las tramas cómicas pueden ser «groseras, descorteses, racistas, abusivas o simplemente tontas», al tiempo que señala que la naturaleza políticamente incorrecta de los cómics aumenta el atractivo del meme.
Al mismo tiempo, Oleksiak señala que los cómics de Polandball a menudo emplean estereotipos polacos exagerados, como que los polacos no dominan tanto el inglés como otras nacionalidades, y que Polonia es un país lleno de "psicópatas tontos". Por otro lado, algunos estereotipos empleados en los cómics de Polandball, como los polacos que cuentan historias sobre la gloriosa historia de la nación y sobre un martirio profundamente arraigado, son en su mayoría ciertos, mientras que el estereotipo de que los polacos tienen complejos nacionales y culpan a las fuerzas externas por sus fallas son verdaderas, pero algo justificadas.
Oleksiak además señala que desde Polandball, los polacos pueden aprender a tener «un sentido del humor sobre nuestros rencores de hace mucho tiempo».